# Seznam osebnosti iz Občine Brežice
Seznam osebnosti iz Občine Brežice vsebuje osebnosti, ki so se rodile, delovale ali umrle v Občini Brežice.

## Religija
- Georgius de Sclavonia (francosko Georges d'Esclavonie, slovensko: Jurij iz Brežic) (okoli 1355/1360, Brežice – 1416, Tours), duhovnik, teološki pisatelj in profesor na pariški Sorboni. Avtor številnih slovanskih besedil v cirilici in glagolici.
- Jože Krošl (21. julij 1894, Brežice – 1. november 1978, Cirkulane), duhovnik, teolog in pastoralni sociolog.
- Franc Kruljc, (11. maj 1873, Brežice – 6. marec 1953, Laško), nadžupnik in dekan. 1925 odlikovan z naslovom papeževega komornika. Objavljal krajše sestavke cerkvenopravne in pastoralnoteološke vsebine.
- Jožef Lapuh (6. januar 1882, Brežice – 19. januar 1939, Škofja Loka), duhovnik in redovnik. Večino svojega duhovniškega življenja je preživel v Celju, znan kot misijonar in organizator tretjega reda.
- Stanislav Lenič (6. november 1911, Župeča vas – 4. januar 1991, Ljubljana), škof. Znan kot ožji sodelavec škofa Gregorija Rožmana. Po njem se imenuje Leničev dom v Sajevcah pri Kostanjevici na Krki. Leničev kip se nahaja na domači župnijski cerkvi sv. Marka v Cerkljah ob Krki.
- Bernard Pohlin (16. september 1700, Kamnik – 8. junij 1765, Brdovec, Hrvaška), frančiškan. Verjetno daljni sorodnik Marka Pohlina, 2 leti preživel tudi v brežiškem samostanu.
- Anton Martin Slomšek (26. november 1800, Uniše  – 24. september 1862, Maribor), škof, pisatelj, pesnik in blaženi. Leta 1825 je prevzel mesto kaplana na Bizeljskem, kjer je napisal znano pesem En hribček bom kupil.
- Anton Stergar (3. februar 1879, Mali Vrh, Brežice – 13. marec 1954, Maribor), duhovnik in teološki pisatelj. Sestavil je obsežno zbirko življenjskih primerov za pridigarje in katehete.
- Oton Trabant (12. julij 1816, Pišece – 15. marec 1854, Sudan), duhovnik, misijonar, sodelavec Ignacija Knobleharja.
- Mihael Umek (29. september 1886, Piršenbreg – 11. september 1966, Maribor), duhovnik, kanonik in dekan.
- Andrej Urek (tudi Uregg) (28. marec 1794, Kapele – 6. december 1855, Škale), duhovnik, pesnik in učitelj.
- Antun Vramec (1538, Vrbovec – 1. polovica 1587, Varaždin), filozof, teolog, politik in duhovnik. Velja za začetnika kajkavske književnosti. 1578 postane župnik v Brežicah.

## Šolstvo
- Avguštin Čuk (14. oktober 1898, Solkan – 19. marec 1962, Brežice), gimnazijski profesor in urednik. Urejal je katoliško glasilo Rast, 1926 postal predsednik Dijaške zveze, večino svoje kariere je poučeval na primorskih strokovnih šolah in gimnazijah.
- Anton Krošl (18. maj 1905, Brežice – 4. maj 1945, Hamburg), zgodovinar, politik, pesnik in pisatelj. Zaprt in mučen v koncentracijskem taborišču Neuengamme pri Hamburgu, od koder naj bi bil skupaj z ujetniki prepeljan na krov križarke Cap Arcona, ki pa so jo zavezniki potopili dan pred kapitulacijo Tretjega rajha.
- Avgust Munda (13. april 1886, Brežice – 26. november 1971, Ljubljana), pravnik in pedagog. Med letoma 1933 in 1956 je bil predavatelj kazenskega prava na Pravni fakulteti v Ljubljani.
- Leopold Poljanec (23. september 1872, Brežice – 8. avgust 1944, Maribor), naravoslovec, biolog in šolnik. Pomemben organizator znanstvenega in šolskega dela v začetku 20. stoletja, med drugim skrbel za ustrezno slovensko strokovno izrazje pri pouku.
- Viktor Tiller (23. januar 1878, Brežice – 21. december 1961 Ljubljana), domoznanski pisec in šolnik. Na Dunaju je študiral zemljepis in zgodovino, kasneje poučeval v Mariboru in Novem mestu. Znani so njegovi prispevki o krajevni zgodovini posavskih krajev (Brežic, Krškega, Sevnice) ter članka o upravni in ustavni preteklosti Avstro-Ogrske.
- Marija Žagar (20. junij 1896, Klanec pri Kozini – 1. junij 1978, Brežice), učiteljica, knjižničarka, prosvetna delavka. Pomembno je njeno predsedovanje telovadnemu društvu Sokol in delovanje v okviru OF.

## Zdravstvo
- Josip Cholewa (6. december 1885, Šlezija – 25. oktober 1942, Ljubljana), kirurg, primarij in pionir onkologije. 1919–1937 deloval kot primarij brežiške bolnišnice, kjer je 1920 z lastnimi sredstvi uredil onkološki laboratorij, kasneje pa postal prvi predstojnik Onkološkega inštituta v Ljubljani. Velja za pionirja na področju eksperimentalne onkologije v Sloveniji. Po njem se imenuje Fundacija dr. J. Cholewa.

## Znanost

### Naravoslovje
- Tatjana Avšič Županc (11. julij 1957, Brežice), mikrobiologinja. Leta 1999 je za vrhunske znanstvene dosežke prejela Zoisovo nagrado.
- Marijan »Majo« Prosen (13. marec 1937, Brežice), astronom, pedagog, popularizator astronomije in publicist.
- Jože Sušin (16. december 1922, Pavlova vas – 13. marec 1988, Ljubljana), pedolog. Avtor številnih znanstvenih in poljudnoznanstvenih člankov na temo značilnosti prsti in rabe tal, zlasti v povezavi s poljedelstvom in sadjarstvom.
- Anton Umek (12. junij 1903, Brežice – 27. februar 1983, Ljubljana), gradbeni inženir, predavatelj, izumitelj. Služboval pri številnhi gradbenih podjetjih, predaval na Fakulteti za gradbeništvo in geodezijo v Ljubljani, projektiral več mostov in industrijskih objektov ter pridobil 10 patentnih listin za svoje izume.
- Bogdan Žagar (31. marec 1901, Klanec pri Kozini – 15. december 1972, Ljubljana), inženir gozdarstva. Zaradi italijanske okupacije slovenskega ozemlja je del mladosti preživel v Brežicah, od koder je nadaljeval svojo študijsko pot v Zagrebu.
- Andrej Žmavc (27. november 1874, Vrhje – 30. marec 1950, Maribor), enolog in učitelj. Brat Ivana Žmavca.
- Mihael Žmavc (30. julij 1933, Bojsno – 12. februar 2006 Novo mesto), agronom in strokovnjak za kmetijsko mehanizacijo.

### Družboslovje
- France Bernot (19. avgust 1923, Brezina pri Brežicah (danes Brežice) – 4. november 2001, Sežana), geograf in strokovnjak za klimatologijo, meteorologijo ter oceanografijo.
- Cvetka Knapič Krhen (22. avgust 1930, Bizeljsko – 2. november 2016, Brežice), zgodovinarka. Med prvimi maturantkami brežiške gimnazije, po zagovoru doktorata na Filozofski fakulteti Univerze v Gradcu je službovala v Zagrebu, večji del kariere na hrvaškem Inštitutu za novejšo zgodovino.
- Maks Pleteršnik (3. december 1840, Pišece – 13. september 1923, Pišece), jezikoslovec, slovaropisec in učitelj. Najbolj znan kot avtor Slovensko-nemškega slovarja, ki je izšel med leti 1894 in 1895. V Pišecah se nahajata njegova rojstna hiša in grob, po njem pa se imenuje osnovna šola v Pišecah.
- Jože Toporišič (11. oktober 1926, Mostec – 9. december 2014, Ljubljana), jezikoslovec, akademik, urednik in pedagog. Velja za vodilnega jezikoslovca 2. polovice 20. stoletja, je avtor slovenske slovnice in sodelavec pri Slovarju slovenskega knjižnega jezika in Slovenskem pravopisu. V Toporišičevem letu sta bili postavljeni spominska plošča na njegovi rojstni hiši na Mostecu in spominsko obeležje v Foersterjevem vrtu za Filozofsko fakulteto Univerze v Ljubljani. Po njem se imenuje tudi dobovska osnovna šola.
- Ivan Žmavc (11. januar 1871, Vrhje – 22. november 1956, Praga), filozof, sociolog in knjižničar. Brat Andreja Žmavca.

## Umetnost

### Književnost
- Ivan Bukovinski (18. december 1886, Ribnica – 21. junij 1957, Pittsburgh), pesnik in pisatelj. Leta 1913 se je izselil v Združene države Amerike, kjer je objavljal v slovenski periodiki, v njegovem opusu prevladujejo narodopisne in izseljenske vsebine.
- Stanka Hrastelj (1975, Brežice), pesnica, pisateljica in oblikovalka keramike. Prejemnica številnih literarnih nagrad, med drugim je bila izbrana za najboljšo mlado pesnico in kasneje prejela naziv vitezinja poezije.
- Janez Mencinger (26. marec 1838, Brod pri Bohinjski Bistrici – 12. april 1912, Krško), pisatelj, pesnik, prevajalec in odvetnik. 1862 je postal odvetniški pripravnik pri Radoslavu Razlagu v Brežicah.
- Davorin Petančič (4. november 1910, Podgorje pri Pišecah – 1983, Reka), duhovnik, dramatik, publicist, gledališki organizator in pripovednik.
- Ljudmila Poljanec (6. julij 1874, Brežice – 26. avgust 1948, Kapelski Vrh), pesnica in dramatičarka.
- Milena Šoukal (17. februar 1922, Brežice – 21. december 2018, Kentucky, ZDA), pesnica.

### Glasba
- Majda Arh (23. november 1963, Brežice), pevka zabavne glasbe.
- Meri Avsenak Pogačnik (9. april 1950, Brežice), šansonjerka in glasbena urednica. 1976 postane urednica zabavne glasbe na Radiu Ljubljana, leta 1982 začne s prirejanjem samostojnih koncertov, uveljavljena zlasti kot pevka šanson. Nastopila je tudi na Slovenski popevki in Melodijah morja in sonca.
- Nuša Derenda (30. marec 1969, Brežice), pevka zabavne glasbe.
- Rebeka Dremelj (25. julij 1980, Brežice), pevka zabavne glasbe in miss Slovenije 2001.
- Vanda Gerlovič (25. maj 1925, Ljubljana – 22. november 2001, Ljubljana), sopranistka, operna in koncertna pevka. Velik del otroštva preživela v Brežicah, kakor sestra Alenka Gerlovič, saj je bil njun oče Franjo Gerlovič zdravnik v Čateških toplicah.
- Gustave Satter (12. februar 1832, Brežice – 1879 Savannah), skladatelj in pianist.
- Simona Rožman Strnad (1968, Brežice), zborovodkinja, dirigentka in kulturna delavka.
- Brigita Šuler (30. oktober 1976, Brežice), profesorica glasbe in pevka zabavne glasbe.

### Slikarstvo
- Alenka Gerlovič (17. september 1919, Ljubljana – 9. december 2010, Ljubljana), slikarka. Velik del otroštva preživela v Brežicah, kakor sestra Vanda Gerlovič, saj je bil njun oče Franjo Gerlovič zdravnik v Čateških toplicah.
- Anton Gvajc (21. avgust 1865, Ljubljana – 3. avgust 1935, Brežice), slikar. Znan je zlasti kot krajinar, večji del njegovega opusa je zaznamoval realizem.
- Stane Kregar (10. november 1905, Zapuže pri Dravljah – 1. avgust 1973, Ljubljana), slikar, duhovnik, učitelj in prešernov nagrajenec. Leta 1966 je poslikal prezbiterij brežiške cerkve sv. Lovrenca.
- Vladimir Lamut (19. avgust 1915, Čatež ob Savi – 11. marec 1962, Novo mesto), slikar, risar in grafik. Najbolj znane so njegove upodobitve krajine, na katerih se pogosto pojavlja motiv reke Krke, in novomeške vedute.
- Janez Valentin Metzinger (krščen 19. aprila 1699, Saint-Avold, Lorena, Francija – 12. marec 1759, Ljubljana), francoski baročni slikar, ki je živel in delal na Kranjskem. Ustvaril je veliko slik za naročnike iz Brežic, zlasti za brežiške frančiškane.
- Gregor Smukovič (1989, iz Račje vasi), akademski slikar.
- Franjo Stiplovšek (12. maj 1898, Malinska – 6. april 1963, Brežice), slikar, grafik etnograf in muzealec. Po njem se imenuje ulica v Brežicah, za Posavje pomemben zlasti kot upravnik Posavskega muzeja Brežice.
- Kamila Volčanšek (19. marec 1950, Brežice), slikarka in ilustratorka. Znana zlasti po ilustracijah priljubljenih otroških knjig, prejemnica Levstikove nagrade.

### Gledališče, film, televizija
- Slavko Cerjak (6. februar 1956, Brežice – 22. marec 2008, Ljubljana), gledališki in filmski igralec. Prejemnik več nagrad, pomembnejše so: Borštnikova, Severjeva in Dnevnikova nagrada.
- Jure Godler (24. marec 1984, Brežice), igralec, komik, televizijski voditelj, podcaster, skladatelj in pianist.
- Jasmina Jamnik (1982, Notranje Gorice), novinarka in televizijska voditeljica. Trenutno zaposlena na Radioteleviziji Slovenija kot novinarka Informativnega programa TV Slovenija.
- Luka Marčetič (23. december 1985, Zagreb), igralec, režiser in scenarist.
- Matej Recer (24. julij 1966, Brežice), filmski in gledališki igralec.
- Klemen Slakonja (3. junij 1985, Brežice), igralec, komik in televizijski voditelj.
- Anton Smeh (1898, Orešje na Bizeljskem – 1953, Ljubljana, snemalec in filmski igralec. Velja za prvega slovenskega poklicnega snemalca filmov, v svoji karieri je veliko časa preživel v ZDA, kjer je osvojil snemalne veščine.
- Bojan Umek (22. junij 1959, Brežice), dramski igralec. Leta 1984 je postal član igralskega ansambla Slovenskega ljudskega gledališča Celje.
- Tamara Vonta (13. december 1970, Brežice), novinarka, urednica in političarka. Znana zlasti kot urednica in voditeljica oddaje 24UR na POP TV.

## Šport
- Boris Gregorka (2. avgust 1906, Brezina pri Brežicah (danes Brežice) – 16. marec 2001, Ljubljana), telovadec, sodnik in trener.
- Blaž Janc (20. november 1996, Brežice), rokometaš.
- Dejan Kelhar (5. april 1984, Brežice), nogometaš, slovenski reprezentant. Doslej je igral za 11 klubov v 8 državah, od 2015 je član ljubljanske Olimpije.
- Primož Kozmus (30. september 1979, Novo mesto), atlet, metalec kladiva. Nekdanji olimpijski in svetovni prvak v metu kladiva, zaposlen je v Slovenski vojski.
- Krešo Omerzel (12. marec 1957, Brežice – 26. oktober 2016, Novo mesto), spidvejist, slovenski reprezentant in trener. Je dvakratni državni prvak in prvi prejemnik zlatega znaka Občine Krško.
- Jure Rovan (23. januar 1975, Brežice), atlet. Je nosilec državnega rekorda Slovenije v skoku s palico (5,61 m).
- Gorazd Škof (11. julij 1977, Novo mesto), rokometaš. Eden najuspešnejših slovenskih rokometnih vratarjev, v svoji karieri je igral za 6 slovenskih in 5 tujih klubov.
- Barbara Špiler (1. februar 1992, Brežice), atletinja, metalka kladiva. Članica Atletskega kluba Brežice in trenutna državna rekorderka.
- Karlo Umek (8. februar 1917, Bojsno – 25. september 2010, Ljubljana), strelec in olimpijec.

## Politika
- Jože Avšič (20. februar 1949, Brežice – 30. november 2008, Brežice), politik in ekonomist, v letih 1994–1998 brežiški župan. Kot poslanec je bil leta 1996 izvoljen v 2. državni zbor Republike Slovenije.
- Ivo Benkovič, (24. junij 1875, Kamnik – 23. september 1943, Ljubljana), pravnik in politik. Kot odvetnik začne delovati v Brežicah leta 1905.
- Ivan Molan (5. julij 1963, Sela pri Dobovi), politik, župan Občine Brežice.
- Mojca Novak (10. maj 1953, Brežice), sociologinja. Doktorirala je leta 1990, kasneje postala direktorica Inštituta Republike Slovenije za socialno varstvo in leta 2010 v.d. direktorice Nacionalne agencije Republike Slovenije za kakovost v visokem šolstvu.
- Bojan Petan (25. marec 1961, Brežice), pravnik in politik.
- Radoslav Razlag (12. januar 1826, Radoslavci – 5. junij 1880, Brežice), pisatelj, pesnik, politik in prvi slovenski deželni glavar Kranjske.
- Gvidon Srebre (13. junij 1839, Šoštanj – 4. maj 1926, Brežice), rodoljub, pravnik, politik in prvi slovenski župan v Brežicah.
- Marjan Šetinc (15. maj 1949, Brežice), politik, poslanec, veleposlanik in magister socialne psihologije. Od 31. julija 2009 je veleposlanik Republike Slovenije v Republiki Poljski.
- Andrej Vizjak (6. avgust 1964, Brežice), politik, minister.
- Igor Zorčič (9. januar 1978, Brežice), pravnik, politik, predsednik Državnega zbora Republike Slovenije.
- Jaka Žorga (10. maj 1888, Brežice – 9. maj 1942, Beograd), politični aktivist in revolucionar. Znan kot goreč protifašist, organizator stavk in sindikatov, veljal je za enega najbolj preganjanih slovenskih komunistov. Večkrat zaprt, ubije ga nemški okupator v taborišču pri Beogradu.
- Marcel Žorga (15. januar 1883, Ljubljana – 3. marec 1969, Ljubljana), politični aktivist, revolucionar in politik.

## Gospodarstvo
- Jože Colarič (27. avgust 1955, Brežice), gospodarstvenik.
- Jože Stanič (9. julij 1941, Brežice), gospodarstvenik.
- Rudolf Stermecki (22 april 1876, Brezovica na Bizeljskem – 6 februar 1957, Zagreb), veletrgovec.
- Feliks Urbanc (27. julij 1850, Drnovo – 27. maj 1937, Ljubljana), veletrgovec. V Brežicah je odraščal pri starem očetu, kjer je končal šolanje, nadaljeval kot trgovski vajenec in postal poslovodja.

## Vojska
- Ivan Kerin (Silovec – 1. maj 1944, Pavlova vas), borec OF. Njegov grob z obeležjem se nahaja v Pavlovi vasi pri Omrzlem križu, kjer je bil ubit.
- Vasilije Maraš (30. april 1960, Brežice), častnik, veteran vojne za Slovenijo in visoko odlikovani pripadnik Slovenske vojske.
- Jernej Molan (22. oktober 1951, Brežice – 27. junij 1991, Rigonce), slovenski teritorialec. Bil je prva žrtev med teritorialci med slovensko osamosvojitveno vojno.
- Željko Ražnatović - Arkan (17. april 1952, Brežice – 15. januar 2000, Beograd), paravojaški vojskovodja, vojni zločinec in politik.
- Mitja Teropšič (14. september 1953, Brežice), častnik in veteran vojne za Slovenijo.
- Alojz Žokalj - Džidži (23. december 1918, Krška vas – 17. maj 2003, Ljubljana), generalmajor Jugoslovanske ljudske armade.